# Georges Claisse

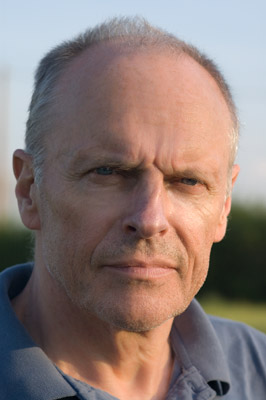
Georges Claisse (2010)

Georges Claisse (* 11. Januar 1941 in Paris; † 15. November 2021) war ein französischer Schauspieler.

## Leben
Nach kleinen Rollen in Brennt Paris? und Die Nacht der Generale gab ihm Michel Deville 1969 mit dem Stéphane in Der Bär und die Puppe eine erste große Filmrolle. Es folgen in den 1970er-Jahren unter anderem Wir werden nicht mehr in den Wald gehen, Raphael, der Wüstling, Der große Coup des Kommissars, Alte Damen morden gründlich und Nur drei kamen durch.
Ab den 1970er-Jahren war Claisse auch häufig in deutschen Film- und Fernsehproduktionen zu sehen, darunter als Wiktor Dolulow in Franz Peter Wirths Fernsehserie Die rote Kapelle. Auch in den 1980er- und 2000er-Jahren war er in Deutschland tätig. In den 1990er-Jahren spielte er in Frankreich neben Nathalie Baye in La voix, neben Marie-Christine Barrault in Les maîtresses de mon mari und als Claude Jades verschollener Ehemann, der in Jacques Richards Film Porté disparu nach zwanzig Jahren zurückkehrt. Ab 1998 war Georges Claisse in der deutschen Fernsehreihe T.E.A.M. Berlin als Georg Paulsen zu sehen. Im Jahr 2008 war er in der ARD-Serie In aller Freundschaft kurzzeitig als Bestatter Gerald Fresemann zu sehen. Insgesamt wirkte er als Schauspieler vor der Kamera in über 130 Film-und-Fernsehproduktionen mit.
Im deutschsprachigen Raum wurde Claisse unter anderem von Joachim Kemmer und Christian Brückner synchronisiert.
Georges Claisse war ab 1987 einige Jahre lang mit der italienischen Schauspielerin Laura Morante verheiratet. Aus der Ehe ging eine Tochter hervor, die Schauspielerin Agnese Claisse (* 1988).
Claisse starb im November 2021 im Alter von 80 Jahren.

## Filmografie (Auswahl)
- 1966: Das Geheimnis der weißen Masken (Fernsehserie, 1 Folge)
- 1970: Wir werden nicht mehr in den Wald gehen (Nous n’irons plus au bois)
- 1971: Raphael, der Wüstling (Raphaël ou le débauché)
- 1971: Der große Coup des Kommissars (Laisse aller … c’est une valse)
- 1972: Die rote Kapelle (Fernsehserie, 6 Folgen)
- 1973: Ein für allemal
- 1975: Die unfreiwilligen Reisen des Moritz August Benjowski (als Wynbladt) (TV-Mehrteiler)
- 1975: Die Laus der Kompanie (Soldat Duroc, ça va être ta fête!)
- 1976: Alte Damen morden gründlich (Les grands moyens)
- 1979: Nur drei kamen durch (Contro 4 bandiere)
- 1979: Charles und Lucie (Charles et Lucie)
- 1981: Der König und sein Narr
- 1981: Die Laurents
- 1981: Wagner – Das Leben und Werk Richard Wagners (Wagner) (TV-Mehrteiler)
- 1982: Am Rande des Abgrunds (Five Days One Summer)
- 1983: Garçon! Kollege kommt gleich! (Garçon!)
- 1986: Auf dem Meer (À Flor do Mar)
- 1987: Die Bestie (La brute)
- 1989: Zeit zu leben, Zeit zu sterben (Tempo di uccidere)
- 1989: Corps perdus – Verlorene Körper (Corps perdus)
- 1989: SOKO München (Fernsehserie, 1 Folge)
- 1993: La vis
- 1995: Porté disparu
- 1996: Die Straßen von Berlin (Fernsehserie, 1 Folge)
- 1997: Julie Lescaut (Fernsehserie, 1 Folge)
- 1998–2000: T.E.A.M. Berlin (Fernsehserie, 4 Folgen)
- 1999: Der Kapitän (Fernsehserie, 1 Folge)
- 2000: Die Motorrad-Cops – Hart am Limit (Fernsehserie, 1 Folge)
- 2001: Sophie – Sissis kleine Schwester
- 2002: S.O.S. Barracuda (Fernsehreihe, 1 Folge)
- 2004: Nach so vielen Jahren
- 2005: Joseph
- 2005: Der Ferienarzt (Fernsehserie, 1 Folge)
- 2005: Kanzleramt (Fernsehserie, 1 Folge)
- 2006: Monsieur Léon
- 2008: In aller Freundschaft (Fernsehserie, 5 Folgen)
- 2008: Die Richterin (Fernsehserie, 1 Folge)
- 2009: Romy
- 2011: Die Zeit der Stille
- 2014: Tag der Wahrheit (Le jeu de la vérité)
- 2015: Begierde – Mord im Zeichen des Zen